# Ecliptopera relata
Ecliptopera relata là một loài bướm đêm trong họ Geometridae.